# Tetrastichus breviosus
Tetrastichus breviosus är en stekelart som beskrevs av Kostjukov 1995. Tetrastichus breviosus ingår i släktet Tetrastichus och familjen finglanssteklar. Inga underarter finns listade i Catalogue of Life.